# 삼지창

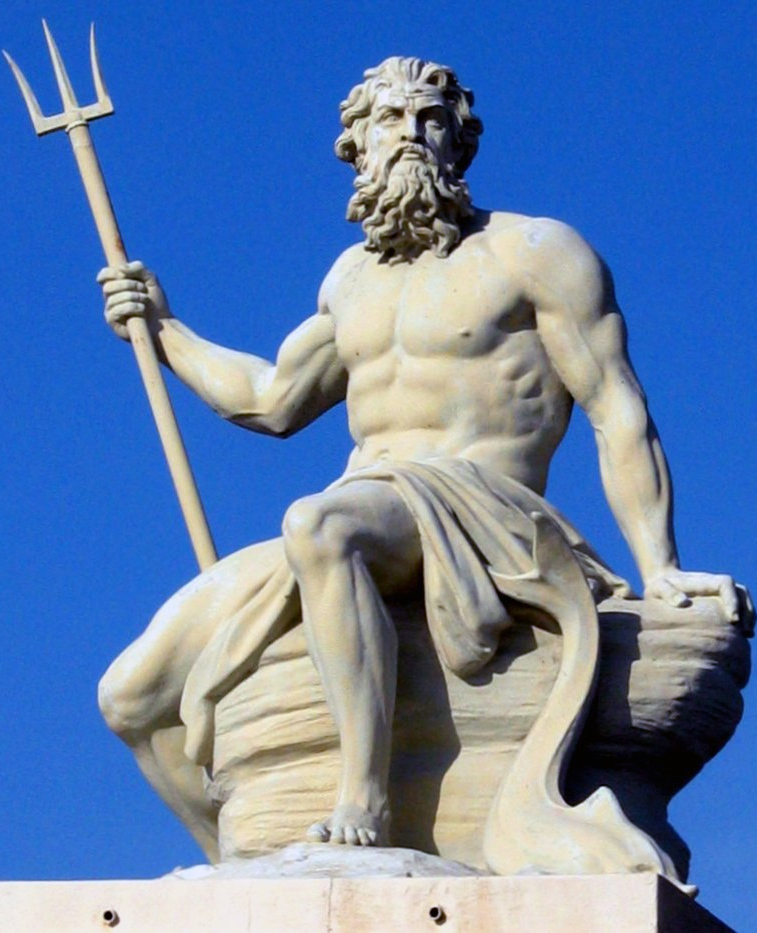
삼지창을 들고 있는 포세이돈 동상

삼지창(三枝槍)은 뾰족한 첨단이 세 개로 나뉜 무기의 일종이다. 영어로는 "세 개의 이빨"이라는 뜻으로 트라이던트(trident)라고 하며, 그리스어로는 트리아이나(Τριαινα)라고도 한다. 그리스 신화에 나오는 바다의 신 포세이돈과 인도 신화에 니오는 파괴의 신 시바가 사용하는 것으로 잘 알려져 있다. 원래는 어부가 물고기를 잡기 위해 쓰였다. 우크라이나의 국장은 트리주브(Тризуб; Tryzub)라는 이름의 삼지창 모양을 하고 있다.

## 사진

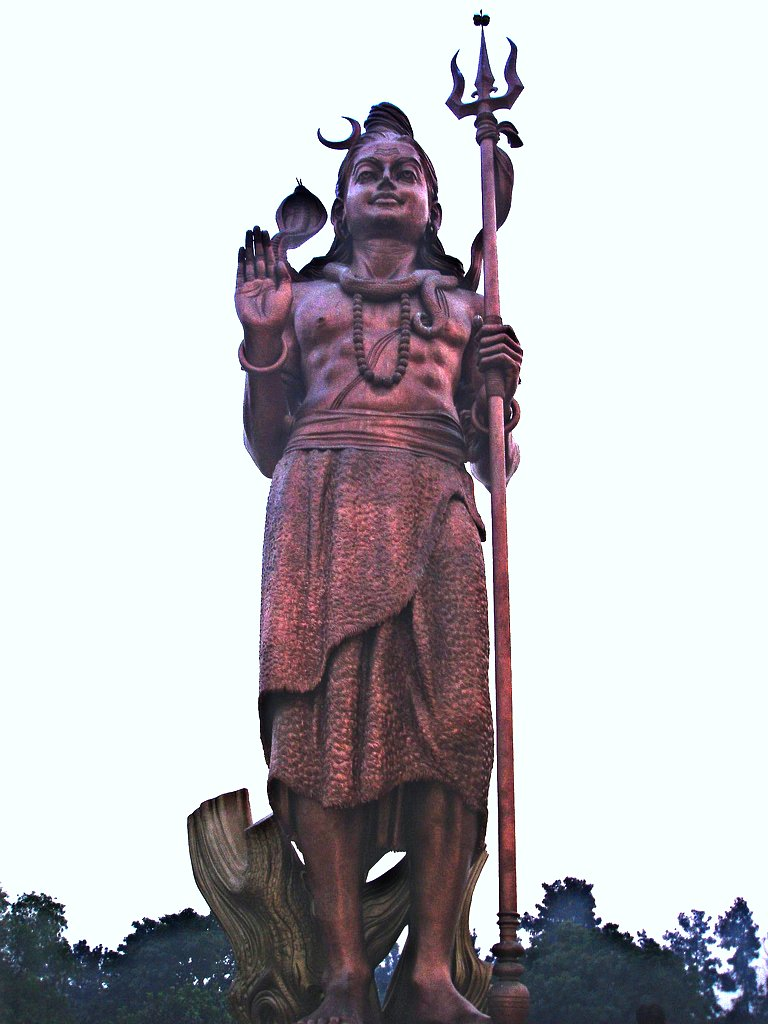
델리 인디라 간디 국제공항 가까이에 있는 트리슈라를 들고 있는 힌두교의 신 시바의 동상
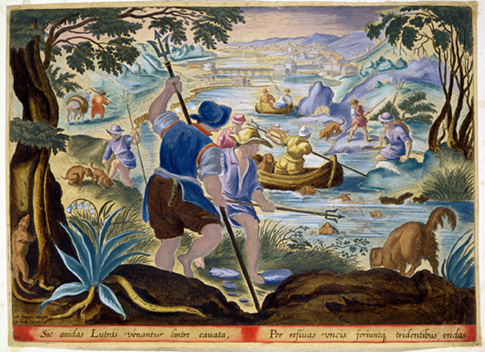
17세기에 삼지창을 사용하던 네덜란드 낚시꾼들
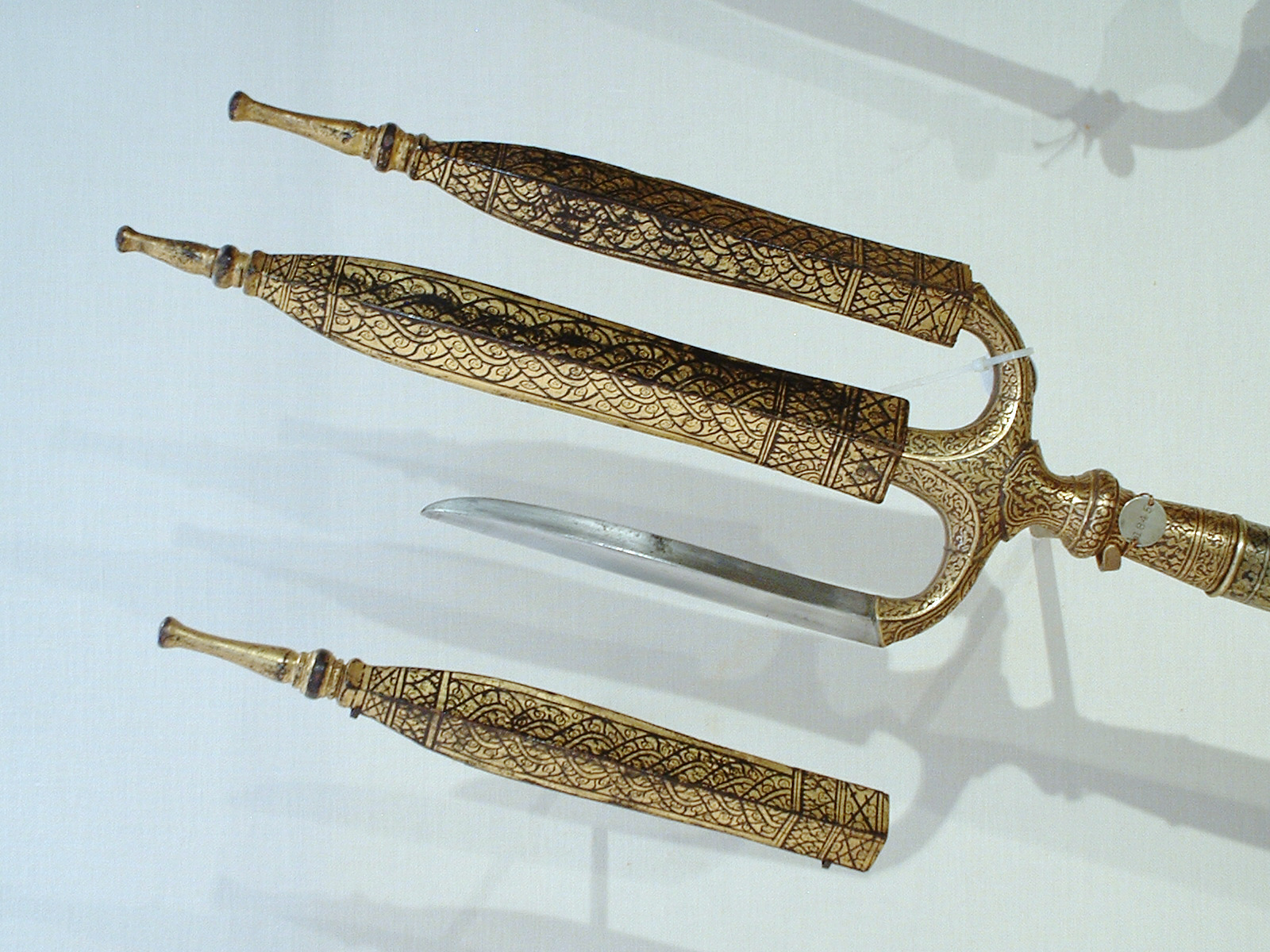
18세기의 버마의 삼지창
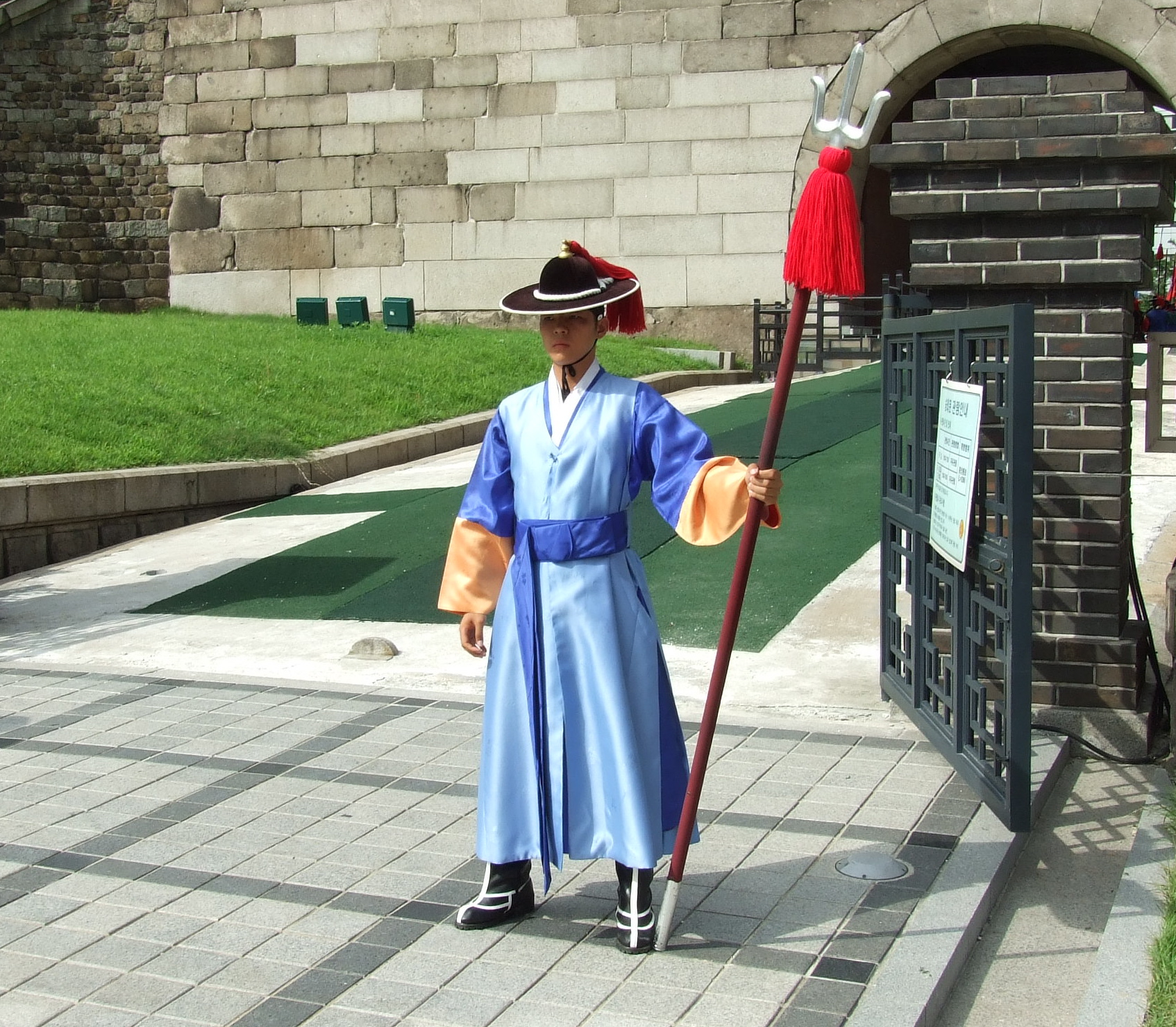
당파로 무장한 조선의 경비병

## 같이 보기
- 트리아이나
- 이지창
- 채 (무기)
- 갈퀴
- 트리슈라
- 우크라이나의 국장
- 마세라티
- 마인크래프트 삼지창